# Аџе
Аџе је насељено мјесто у општини Жепче, Босна и Херцеговина.

## Историја
Аџе је до 2001. био у саставу општине Маглај.

## Становништво
|             | 2013.        | 1991.        | 1981.        | 1971.        |
| Укупно      | 358 (100,0%) | 414 (100,0%) | 397 (100,0%) | 371 (100,0%) |
| Хрвати      | 350 (97,77%) | 404 (97,58%) | 387 (97,48%) | 370 (99,73%) |
| Бошњаци     | 7 (1,955%)   | 7 (1,691%)1  | 3 (0,756%)1  | –            |
| Неизјашњени | 1 (0,279%)   | –            | –            | –            |
| Остали      | –            | 3 (0,725%)   | –            | 1 (0,270%)   |
| Југословени | –            | –            | 6 (1,511%)   | –            |
| Срби        | –            | –            | 1 (0,252%)   | –            |

1. 1 На пописима од 1971. до 1991. Бошњаци су пописивани углавном као Муслимани.